# 丛林银莲花
丛林银莲花（学名：Anemonoides nemorosa）是毛茛科西南银莲花属的一种植物，原产于欧洲。

## 描述
丛林银莲花是多年生草本植物，株高不至30厘米，具根状茎。叶基生，掌状复叶或三出复叶。苞片3，似掌状叶或掌状裂叶。花直径约2厘米，花被片6-7（稀8-10），雄蕊多数。早春开花，花通常为白色，亦有浅粉色、浅紫色或蓝色。虫媒传粉，传粉昆虫主要为食蚜蝇。果实为瘦果。